# لعبة الحب والجواز (فلم)
لعبة الحب والجواز هو فيلم مصري عرض عام 1964، بطولة فريد شوقي وسعاد حسني، ومن إخراج نيازي مصطفى.

## قصة الفيلم
تقرر أميرة الانتحار بإلقاء نفسها في النيل بعد أن سئمت من العودة إلى مطلقها، لأنها لا تستطيع مقاومة إغرائه، ينقذها عباس، سائق التاكسي، في آخر لحظة، تطلب منه أن يعمل عندها، وأن يمنعها من العودة لمطلقها، يفاجأ عباس بعودة العلاقة بين أميرة ومطلقها، يتشاجر معه، ويكتشف أنه يسعى للاستيلاء على ثروة أميرة، يقرر والد أميرة أن يزوجها من شخص مسن لا تحبه، تهرب أميرة من منزلها، وتقرر مرة أخرى الانتحار، تتقابل مع عباس الذي ينقذها ويصارحها بحبه.

## طاقم التمثيل
- فريد شوقي: (عباس)
- سعاد حسني: (أميرة)
- سمير صبري: (مدحت)
- سهير البابلي: (كوثر)
- محمد رضا: (المعلم حسونة - والد أميرة)
- كوثر العسال
- حسن مصطفى: (محمود أبو الروس)
- سامية رشدي: (والدة عباس)
- ليلى فهمي: (فاطمة)
- إلهام بديع
- حسن حامد: (الضابط)
- محمد شوقي: (الشاويش)
- حسين إسماعيل: (الشيخ المأذون)
- عبد الحميد بدوي: (أبو الروس)
- صالح الإسكندراني
- حافظ أمين

## فريق العمل
- إخراج: نيازي مصطفى
- سيناريو: عبد الحي أديب
- حوار: بهجت قمر
- مدير التصوير: وحيد فريد
- مونتاج: جلال مصطفى
- إنتاج: منير رفلة
- موسيقى تصويرية: ميشيل يوسف
- توزيع داخلي: الشركة العامة لتوزيع وعرض الأفلام السينمائية
- توزيع خارجي: بترا فيلم